# Gorongosa
Gorongosa – miasto na Mozambiku, w prowincji Sofala.